# Ионов, Алексей Павлович
Алексей Павлович Ионов (8 февраля 1894, Пошехонский уезд, Ярославская губерния — 23 февраля 1942, Москва) — деятель советской авиации, генерал-майор (1940), старший брат генерал-лейтенанта (1943) П. П. Ионова.

## Биография
Родился 8 февраля 1894 года в деревне Зуевская Пошехонского уезда в русской крестьянской семье. Окончил министерское двухклассное училище и Рыбинское механико-техническое училище в 1912. До военной службы работал масленщиком на теплоходе «Якут», лаборантом в Главной палате мер и весов в Петербурге. В сентябре 1914 добровольно пошёл в армию, поступив в моторно-авиационный класс Гатчинской военно-авиационной школы. Там работал в моторной мастерской и мотористом на аэродроме, где неофициально учился летать на самолёте. Выдержав экзамен на лётчика, в сентябре 1915 назначен в 4-й армейский авиационный отряд Западного фронта. В январе 1917 года отряд был переброшен на Румынский фронт. С сентября 1917 года временно исполнял должность командира авиационного отряда. В конце декабря 1917 получил отпуск, выехал к родителям, где и был демобилизован.
В Красной армии по мобилизации с октября 1918. С октября 1918 по январь 1919 — лётчик 1-го отряда Ярославской авиагруппы. В январе 1919 по медицинским показаниям уволен из армии. С марта 1919 по сентябрь 1920 руководитель слесарно-механической мастерской Ермаковской профессионально-технической школы, заведующий этой школой. С сентября 1920 по сентябрь 1923 заведующий 2-й профессионально-технической школой и заведующий профессионально-техническим образованием Пошехоно-Володарского уезда.
С ноября 1923 снова в кадрах ВВС РККА. В 1923—1926 лётчик-инструктор тренировочной эскадрильи РККА, лётчик отдельной разведывательной авиаэскадрильи «Ультиматум», командир звена и отряда той же эскадрильи. С октября 1926 по май 1927 слушатель Курсов усовершенствования при Военной школе лётчиков и лётчиков-наблюдателей. После окончания этих курсов возвратился на прежнюю должность командира отряда авиаэскадрильи «Ультиматум». В 1928—1932 командир учебной эскадрильи, начальник учебного отдела, командир учебно-лётной эскадрильи 2-й военной школы лётчиков в Борисоглебске. Кандидат в члены ВКП(б) с января 1932 и мая того же года помощник командира тяжелобомбардировочной авиабригады по учебно-боевой подготовке в Ленинградском военном округе. С января 1933 командир 200-й легкобомбардировочной авиабригады. С декабря 1933 слушатель оперативного факультета Военно-воздушной академии имени профессора Н. Е. Жуковского, после окончания которого в 1934 назначен командиром авиабригады той же академии. Затем до августа 1938 командовал 107-й авиабригадой. С августа 1938 председатель Центральной комиссии по изучению и предупреждению аварийности ВВС РККА, с декабря 1939 — председатель Центральной комиссии Управления боевой подготовки ВВС РККА. С 23 ноября 1939 — заместитель начальника 4-го управления Главного управления ВВС РККА.
С декабря 1939 по март 1940 года участвовал в советско-финской войне в должности заместителя начальника штаба ВВС 14-й армии.
С июля 1940 — заместитель командующего ВВС Ленинградского военного округа, с декабря 1940 — заместитель командующего ВВС Прибалтийского Особого военного округа, а с 10 мая 1941 года — командующий ВВС Прибалтийского Особого военного округа. С началом Великой Отечественной войны — командующий ВВС Северо-Западного фронта.
Вскоре после начала войны, 1 июля (по другим данным 26 июня) 1941, был арестован, обвинён в неудачах советских ВВС в начальный период войны, в частности, «во вредительстве при аэродромном строительстве». Также уличался полученными незаконными методами дознания у ранее репрессированных военачальников ВВС РККА как участник антисоветского военного заговора. Под давлением следствия сознался, что с 1939 являлся участником антисоветского военного заговора, завербован Смушкевичем и был связан по линии заговора с Левиным и Юсуповым. Особым совещанием при НКВД СССР 13 февраля 1942 приговорён к расстрелу. Приговор приведён в исполнение 23 февраля 1942 г. Определением Военной коллегии Верховного суда СССР от 3 октября 1955 посмертно реабилитирован.

## Воинские чины и звания
- Рядовой (19 октября 1914).
- Ефрейтор (1 мая 1916).
- Младший унтер-офицер (23 мая 1916).
- Старший унтер-офицер (27 июня 1916).
- Прапорщик (11 января 1917).[3]
- Комбриг (28.11.1935).
- Комдив (5.04.1940).
- Генерал-майор авиации (4 июня 1940).

## Награды
Российская империя
- Георгиевский крест 4-й степени (5.06.1916)[4]
- Георгиевский крест 3-й степени (13.09.1916)[5]
- Георгиевский крест 2-й степени (29.10.1916)[6]
- Георгиевская медаль 4-й степени (10.08.1916)[7]
- Орден Святого Станислава 3-й степени с мечами и бантом (19.09.1917)[8]
- Георгиевское оружие (18.09.1917)[9]

СССР
- орден Красной Звезды (25.05.1936);
- Юбилейная медаль «XX лет Рабоче-Крестьянской Красной Армии» (22.02.1938);
- именные золотые часы (15.05.1936).

## Комментарии
1. ↑  Деревня Зуевская Ермаковской волости Пошехонского уезда при р. Конгоре находилась примерно в 30 верстах к западу от Пошехонья[1]; при создании Рыбинского водохранилища утрачена[2]; ныне — территория Ермаковского сельского поселения в Пошехонском районе, Ярославская область.